# Cosmiocryptus weyrauchi
Cosmiocryptus weyrauchi là một loài tò vò trong họ Ichneumonidae.